# Parafia św. Marka Ewangelisty w Kątach Rybackich
Parafia św. Marka Ewangelisty w Kątach Rybackich – parafia rzymskokatolicka w diecezji elbląskiej. Erygowana w 8 grudnia 1988 roku przez biskupa diecezji gdańskiej ks. Tadeusza Gocłowskiego.
Na obszarze parafii leżą miejscowości: Kąty Rybackie, Skowronki. Tereny parafii znajdują się w gminie Sztutowo, w powiecie nowodworskim, w województwie pomorskim.
Kościół parafialny w Kątach Rybackich został wybudowany w latach 1990–1995.
Proboszczem parafii od początku jej istnienia jest ks. kan. Marek Cieślak.

## Grupy parafialne
Caritas, Liturgiczna Służba Ołtarza